# Juszczynka (szczyt)
Juszczynka (899 m) – szczyt w Grupie Lipowskiego Wierchu i Romanki w Beskidzie Żywiecko-Orawskim. Znajduje się w północnym grzbiecie Skały biegnącym do Przełęczy u Poloka.
Zachodni stok Juszczynki opada do Bystrzanki, wschodni do Sopotnianki. Przez szczyt i grzbiet Juszczynki biegnie granica między miejscowościami Juszczyna (stok zachodni) i Sopotnia Mała (stok wschodni) – obydwie w województwie śląskim, w powiecie żywieckim. Szlak turystyczny omija wierzchołek Juszczynki po wschodniej stronie. Juszczynka jest porośnięta lasem, ale są na jej grzbiecie i stokach polany. Na jednej z nich, opadającej spod grzbietu na południe nadal prowadzony jest wypas i stoi szałas pasterski. We wrześniu odbywa się tutaj strzyżenie owiec połączone z tradycyjnym świętem pasterskim. Dawniej cały grzbiet Juszczynki zajmowały trzy pasterskie hale (Polanica, Durajka, Siwkowa – widać to na dawnej mapie topograficznej), istniało nawet osiedle Siwkowa.

## Szlaki turystyczne
Juszczyna – Pawlacki Wierch – Jastrzębica – Poloki – Juszczynka – Lachowe Młaki
 Juszczyna – Juszczynka – Lachowe Młaki.